# Océans
Océans (Engelse titel: Oceans) is een natuurdocumentaire uit 2009 van de Franse regisseur Jacques Perrin. De film toont beelden van het leven in de vijf oceanen op aarde. De film had een budget van vijftig miljoen euro en werd in vier jaar tijd gefilmd op vijftig verschillende locaties. De versie die door Disneynature werd uitgebracht in de VS en Canada, is 20 minuten korter dan de versie voor de rest van de wereld omdat zij werd gemonteerd voor een jong publiek. Scènes waarin te zien is hoe mensen slachtingen aanrichten onder zeedieren, werden door Disney uit de film gelaten.

## Productie
In totaal werd meer dan 500 uur aan opnames gemaakt door 14 Franse, Japanse en Zweedse cameramensen, tijdens 115 expeditieweken gedurende vier jaar. Het grootste deel hiervan dient als studiemateriaal voor wetenschappers. De makers van de film hebben nauw samengewerkt met wetenschappers van o.a. het National Center for Scientific Research (CNRS) in Strasbourg en van het Census of Marine Life-programma. Deze gaven onder meer aanwijzingen waar/wanneer men relatief ongerepte populaties kon vinden op zo'n 50 locaties van de Noordpool tot Antarctica.
De onderwateropnames voor de film zijn gemaakt in de eufotische zone, de toplaag van de oceaan tot een diepte van ca. 50 meter, waarin zonlicht doorgaans kan doordringen. Prioriteit werd gegeven aan pelagische diersoorten (levend op de open oceaan, verwijderd van land), die in heldere wateren konden worden geobserveerd, om de beeldkwaliteit te garanderen. Ruim 200 soorten werden gefilmd, waarvan er 80 in de film te zien zijn.

#### Apparatuur
Voor deze film werden speciale camera's en andere apparatuur ontwikkeld, bijvoorbeeld een onderwatermicroscoop bediend via een robotarm, om larven te kunnen filmen zoals dat niet eerder mogelijk was. Ook werden zogenaamde "closed-circuit rebreathers" gebruikt, waarmee een duiker geen belletjes produceert en dus relatief onopgemerkt kan blijven. De opnames boven water zijn gemaakt met 35mm-camera's en onder water met digitale hoge definitie-camera's.
Er werd samengewerkt met de Direction Générale de l’Armement, een Franse overheidsorganisatie die wapensystemen ontwikkelt en test, voor het maken van een torpedo-achtige camera die op hoge snelheid aan een kabel van optische vezel achter een boot kan worden gesleept. De ontwikkeling ervan kostte 1 miljoen euro. Slechts 1-2% van de opnames zijn ermee gemaakt, maar die werden als onontbeerlijk gezien voor de film. Verder werden twee 12 kilogram wegende minihelicopters gebruikt en een onderwaterscooter waarmee op een snelheid van 8 knopen (15 km/u) half onder en half boven water dolfijnen, zeehonden, -leeuwen en -otters konden worden gefilmd.

## Ontvangst
De film ontving vrijwel alleen positieve kritieken. Op Rotten Tomatoes.com kreeg de documentaire bijvoorbeeld een waardering van 81% uit 73 recensies.
Een bondige beschrijving van de aard van de documentaire:
"... Océans is dan ook veel meer een beschrijvende dan een verklarende documentaire. De film bekijkt zijn onderwerp vol verwondering en ontzag en probeert meer een algemeen gevoel van verbazing bij de kijker op te wekken dan alle details minutieus te bespreken. Mede hierdoor en door de niets minder dan geniale muziek van Bruno Coulais krijgt de film dan ook een welhaast poëtische sfeer, die subtiel op je gemoedstoestand weet in te werken. ..."
 
Arman Avsaroglu, Film.nl
Kanttekeningen werden door sommige critici geplaatst bij het feit dat enkele wrede taferelen door middel van speciale effecten zijn nagebootst. In het geval van de haai die (in de Europese versie), van zijn vinnen ontdaan, machteloos naar de zeebodem zinkt, is bijvoorbeeld geen levend dier gefilmd. Men wilde dit echter wel kunnen tonen, om de aandacht te vestigen op de 100 miljoen haaien die wereldwijd jaarlijks worden gedood (en in het bijzonder dus op de wrede "oogstmethode" van haaienvinnen).